# یان نیگرن
یان نیگرن (سوئدی: Jan Nygren؛ زادهٔ ۱۰ آوریل ۱۹۳۴ - ۲۸ نوامبر ۲۰۱۹) یک بازیگر اهل سوئد بود.
از فیلم‌ها یا برنامه‌های تلویزیونی که وی در آن نقش داشته‌است، می‌توان به برادران شیردل، جای نگرانی نیست و تابو اشاره کرد.